# Ольховик Ганна Миколаївна
А́нна (Ганна) Ольхови́к (* 1987) — українська баскетболістка — легкий форвард національної збірної України з баскетболу.

## З життєпису
Народилася 1987 року в місті Київ.
В 2002—2003 роках — у складі збірної України з баскетболу U-16; 2004—2005 — U-18; 2005—2007 — U-20.
Від 2011 року виступає за Збірну України з баскетболу.
В складі збірної брала участь у Чемпіонаті Європи з баскетболу-2017 та Чемпіонаті Європи з баскетболу серед жінок-2019. Бронзова призерка — вона та Огородникова Олена, Спітковська Євгенія, Філевич Христина.
Станом на 2018 рік — капітан команди Суперліги «Київ-Баскет».